# 歌蒂·韓
歌蒂·韓（英語：Goldie Hawn；1945年11月21日—）是美國女演員、導演、電影監制，在1969年憑《偷戀隔牆花》（Cactus Flower）榮獲奧斯卡最佳女配角和金球獎最佳電影女配角獎。

## 傳記
歌蒂·韓在1945年於美國華盛頓哥倫比亞特區出生。她的父親愛德華·拉德利奇·韓（Edward Rutledge Hawn）是不知名的樂隊成員。她的母親勞拉（Laura）是珠寶店和舞蹈學校的業主。出生后，她以她母親的阿姨的名字命名。她有一個姐姐名叫帕特里西亞（Patricia），和一名兄長愛德華（在歌蒂出生前夭折）。她的父系先祖，可以追溯到美國獨立宣言最年輕的簽署者愛德華·拉特利奇。韓在馬裡蘭州的銀泉長大，畢業于蒙哥馬利布萊爾高中。她的父親是新教長老宗的成員。她的母親有猶太血統，來自一個匈牙利的猶太移民家庭。韓在猶太教的燻陶下長大。
韓三歲就開始接受芭蕾舞和踢踏舞訓練，10歲就在Ballet Russe de Monte Carlo舞蹈團編排的《胡桃夾子》的舞群中登臺。1961年，韓第一次擔綱主角，是在維吉尼亞莎士比亞藝術節時飾演《羅密歐與茱麗葉》中的茱麗葉。1964年，她放棄了在美利堅大學的戲劇學學業，開始在一所芭蕾舞學校中授課。同年，她獲得了首次職業舞蹈演出的機會，那是在1964年紐約世界博覽會時于德克薩斯州上演的音樂劇《康康舞》(Can-Can)。之後，韓來到了紐約，正式成為了一名職業舞者。

## 職業生涯

### 二十世紀六十年代

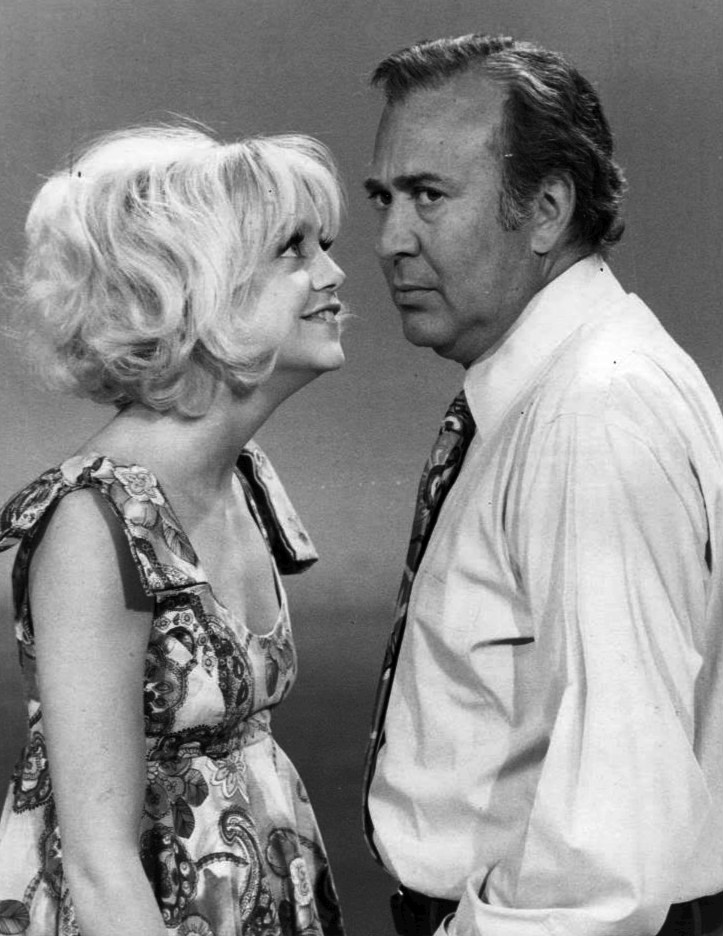
歌蒂·韓與Carl Reiner在電視喜劇《羅伊與馬丁喜劇秀》(Rowan & Martin's Laugh-In)中, 1970年

韓從電視幽默短劇《早安，世界》(Good Morning, World)1967年至1968年的播映季中開始了自己的演員生涯。她在劇中的角色是一名電臺DJ的女朋友，有著鮮明的金髮傻妞個性。1968年，在她成為喜劇小品秀《羅伊與馬丁喜劇秀》(Rowan & Martin's Laugh-In)的固定班底后，她開始受到人們的注意。在節目中她能在前一段的笑話中裝瘋賣傻，又能在下一段中呈現精彩的演出，收放自如的表演獲得了一致的好評。
1968年，歌蒂出演了自己的第一部電影，以Goldie Jeanne的名字在《仙樂飄飄合家歡》(The One and Only, Genuine, Original Family Band)中飾演一名傻笑的舞者。她在電影中第一次出演主要角色，是在1969年的電影《偷戀隔牆花》(Cactus Flower)中扮演Walter Matthau的未婚妻。正是這部電影給韓帶來一座奧斯卡最佳女配角以及一座金球獎最佳電影女配角。

### 二十世紀七十年代
在韓獲得奧斯卡獎后，她的電影事業開始起飛。她在眾多成功的喜劇電影中擔綱主演，如1970年的《迷湯女郎》(There's a Girl in My Soup)，1971年的《錢錢錢》($)和1972年《蝴蝶小姐》(Butterflies Are Free)，1974年的電影《鐵幕情天恨》(The Girl from Petrovka)和《小迷糊大逃亡》(The Sugarland Express)。1976年，她主演的經典喜劇片《香波》(Shampoo)上映。在拍攝完電影《小迷糊與大老千》(The Duchess and the Dirtwater Fox)之後，她暫時息影，告別了鎂光燈下的生活，將生命的重心放回了家庭，照顧同年出生的兒子Oliver_Hudson。在暌違娛樂界兩年之後，韓以電視特輯《歌蒂·韓特輯》(The Goldie Hawn Special)複出，這是她第二個電視特輯，早在1971年她的《純正的歌蒂》(Pure Goldie)就頗受好評。在78年的電視特輯中，韓邀請到了喜劇傳奇明星George Burns，青少年偶像Shaun Cassidy，熱播劇《三人行》(Three's Company)中的主演John Ritter，就連哈林籃球隊也在片中登場，電視特輯而後被艾美獎提名。四個月后，她在與Chevy Chase合作的電影《小迷糊闖天關》(Foul Play)中扮演一個被莫名捲入一椿謀殺案的無辜女孩，這部票房的成功之作重新確立了歌蒂在電影市場的地位。韓而後接拍的電影Mario Monicelli指導的《情人與騙子》(Lovers and Liars)卻票房慘敗。
1972年，歌蒂·韓在華納兄弟旗下發行了一張名為《Goldie》的鄉村音樂大碟。這張專輯由著名鄉村音樂人桃莉·巴頓和Buck Owens參與創作以及製作。Allmusic給這張專輯喜愛的評價，并稱這張專輯為"輕鬆可愛悅耳的公路鄉村音樂佳作"。

### 二十世紀八十年代

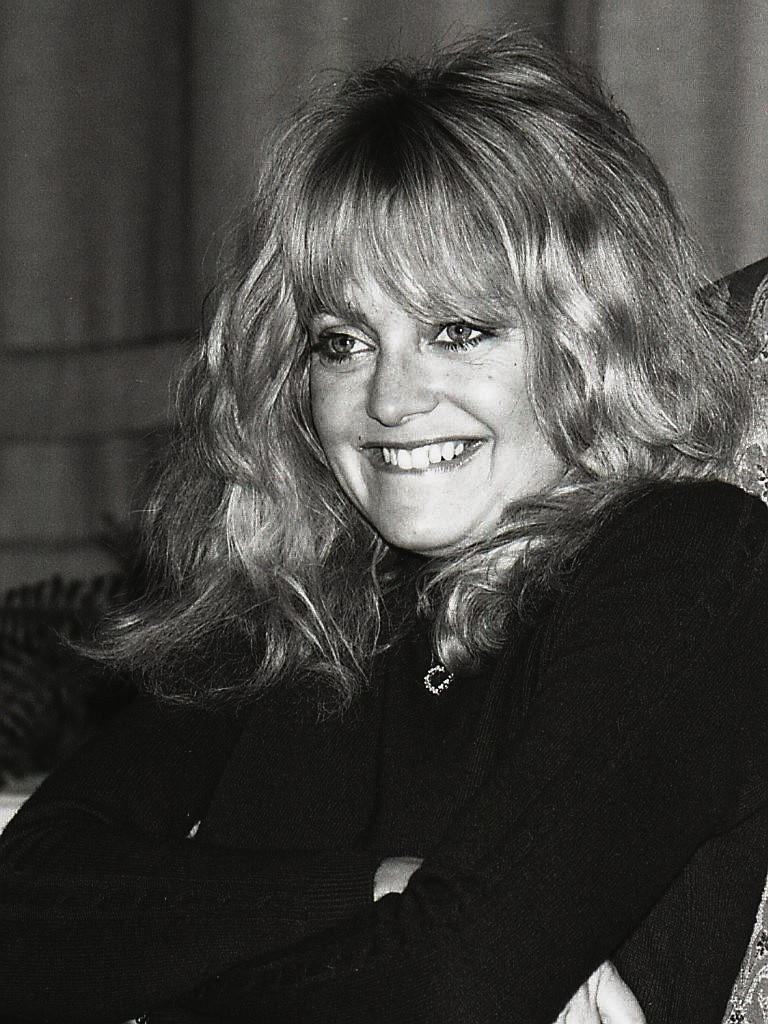
歌蒂·韓在Grand Hôtel斯德哥爾摩，1981年

韓的熱潮持續進了80年代。1980年，她與著名歌手兼演員，好萊塢傳奇茱蒂·嘉蘭之女，奧斯卡最佳女主角獎獲得者麗莎·明尼利共同主持了另一檔綜藝節目《歌蒂和麗莎在一起》(Goldie and Liza Together)。這個節目被提名了四項艾美獎。同年，韓主演了電影《小迷糊當大兵》(Private Benjamin)。這也是她參與製作的首部電影。電影與Eileen Brennan、Armand Assante合演，也使韓入圍了次年的奧斯卡最佳女主角獎。她接下裡的一系列喜劇電影，均取得了票房成功，包括1980年的《小迷糊喜相逢》(Seems Like Old Times)、1984年的《小迷糊平步青雲》(Protocol)以及1986年的《小野貓喫大老虎》(Wildcats)。她也參與製作并主演了1982年的電影《小迷糊回娘家》(Best Friends)和1984年的電影《小迷糊的情淚》(Swing Shift)。
歌蒂·韓以39歲的高齡登上了花花公子1985年的1月刊的封面，在照片中，她僅僅身著一件白色襯衫一個送掉的黑色領結以及一雙紅色的高跟鞋出鏡，坐在一個巨大的馬蒂尼酒杯之中。她80年代的最後一部電影是1987年與她同居的伴侶寇特·羅素第三次合作的《小迷糊天翻地覆》(Overboard)。

### 二十世紀九十年代
80年代末期，在搬離好萊塢后歌蒂·韓放慢了自己在事業上的腳步。1990年她與梅爾·吉布森合作出演動作喜劇《驚弓之鳥》(Bird on a Wire)。雖然評論界對這部電影報以嚴苛的態度，但至少在票房上取得了巨大的成功，以2000萬美元的成本換回了將近1億4千萬美元的全球票房。90年代早期，她出演的其他影片均獲得不俗的成績，如1991年的驚悚片《觸目驚心》(Deceived)，以及1992年的故事片《十字交鋒》(CrissCross)。尤其是在1992年與布魯斯·威利、梅麗·史翠普合作的電影《捉神弄鬼》(Death Becomes Her)，以及同年與史提夫·馬丁合演了喜劇片《一屋半妻》(HouseSitter)，均受到評論界的廣泛好評。接下去的將近四年的時間里，韓又暫時放下了工作，照顧罹患癌癥的母親直至去世。1995年，她以製作人的身份重回電影圈，製作了由茱莉亞·羅勃茲和丹尼斯·奎德主演的電影《愛情魔力》(Something to Talk About)。並在1997年的電視電影《希望》(Hope)中第一次拿起來了執導筒。
歌蒂·韓1996年重新回歸表演，在經典喜劇片《大老婆俱樂部》(en:The First Wives Club)中，她與同台出演的兩位影后貝蒂·米勒和黛安·基頓大飆演技，鮮明生動的刻畫了劇中年老色衰并有嚴重酒癮的過氣電影明星Elise Elliot這一角色。在劇中她還與另兩位主演一起獻唱的插曲莱斯利·戈尔的名曲You Don't Own Me收錄在了電影的原聲配樂大碟中。在Sir George Martin(披頭四樂隊的御用製作人)的個人回顧專輯《In My Life》，她也翻唱了披頭四樂隊的名曲A Hard Day's Night。1996年，她參演了伍迪·艾倫自編自導的電影《人人都說我愛你》(Everyone Says I Love You)。1997年，由于《大老婆俱乐部》这部电影给这个社会所带来的启示，也因为"这些杰出的女士，通过卓越的表现与辛勤的耕耘，极大的扩大了妇女在娱乐界的作用与影响力"。片中的诸位主演被授予以表扬女性电影工作者而设立的的水晶奖。1999年，她與史提夫·馬丁合演的翻拍自1970年的大熱同名電影《老公出差》(The Out-of-Towners)卻在票房和評論界上雙雙慘敗。

### 二十一世紀
2001年，她與多次合作的華倫·比提、黛安·基顿合演了喜劇片《老爸老媽愛出牆》(Town & Country)。這部耗資9千萬美元的電影在北美戲院只收回了約700萬美元的票房收入，並且讓韓入圍了金草莓獎最差女配角獎。2002年，她與蘇珊·莎蘭登合演了她目前為止上映的最後一部電影《熱力師奶》(The Banger Sisters)。
2005年，歌蒂·韓的自傳《出淤蓮花》(A Lotus Grows in the Mud)出版發行。她說這本書不僅僅是一部好萊塢影星的自傳，也記敘她至今為止從生命中的感悟。2010年在接受美國美國退休人士協會雜誌的採訪時她透露，她的新片《塵歸塵》(Ashes to Ashes)即將上映，在這部與她長期的同居伴侶寇特·羅素合演的電影中，她將飾演一名紐約的寡婦，將其丈夫的骨灰遺失在了印度。直至2011年，這部電影仍然在後期製作中。

## 個人生活

### 感情經歷及家庭
1969年，歌蒂·韓與第一任丈夫是舞者兼導演的Gus Trikonis成婚，他們在1976年離婚。第二任丈夫是Hudson Brothers樂隊的歌手比爾·哈德森，兩人育有兩名子女，現均為演員，奧利弗·哈德森 (生於1976年9月)和凱特·哈德森 (生於1979年4月)。兩人的婚姻只維持了4年的時間(1976年-1980年）。
1983年，歌蒂·韓與在《小迷糊的情淚》(Swing Shift)中同劇的演員寇特·羅素墜入愛河。他們的第一次合作還要追溯到1968年的《仙樂飄飄合家歡》(The One and Only, Genuine, Original Family Band)。兩人同居之後生有一名兒子Wyatt Russel（生於1986年）。
她是寇特·羅素的兒子Boston的繼母。2004年，她的女兒凱特·哈德森產下一名兒子Ryder Russell Robinson，韓因此晋升為祖母。她的第二個孫子Wilder Brooks Hudson於2007年出生，是她的兒子奧利弗·哈德森與妻子，演員Erinn Bartlett的愛情結晶。接著，她的第三、第四位孫輩家庭成員相繼到來，2010年奧利弗·哈德森的小兒子Bodhi Hawn Hudson出生，第三次做祖母的韓在她的Twitter上公佈了這一消息。2011年7月她的女兒凱特·哈德森 產下了第二個兒子Bingham Hawn Bellamy。

### 宗教
歌蒂·韓1972年開始接觸東方哲學，不久就皈依為一名佛教徒，她的孩子們從小也是在佛教和猶太教的傳統中長大。在接受Larry King的訪談時，她說她是一名猶太佛教徒，猶太教與佛教的信仰共榮共存、兼容並包。在訪談中，她同時提到她從來沒有因為信佛而拋棄猶太教的信仰與傳統，而她的猶太傳統總是優先於佛教規範。韓每年都去印度靈修，且造訪過以色列，并在那裡她激發了自己強烈的民族認同。她曾被因支持以色列猶太人建國基金而被親巴勒斯坦的人士批評。1997年，她與其他好萊塢明星聯名在《國際先驅論壇報》上刊登了一則給時任德國總理赫爾穆特·科爾的廣告，譴責德國政府對德國山達基教徒的迫害。
歌蒂·韓也成立了自己的「韓氏基金會」，以推廣佛教教義。

## 影視作品
| 年份      | 电影                 | 电影                                                | 角色                                 | 备注                                                                                      |
| 年份      | 中文译名             | 原名                                                | 角色                                 | 备注                                                                                      |
| --------- | -------------------- | --------------------------------------------------- | ------------------------------------ | ----------------------------------------------------------------------------------------- |
| 1967–1968 | 《早安，世界》       | 《Good Morning, World》                             | Sandy Kramer                         | 電視劇                                                                                    |
| 1968–1970 | 《羅伊與馬丁喜劇秀》 | 《Rowan & Martin's Laugh-In》                       | 本人(固定班底)                       | 電視劇 1970年艾美獎最佳特別分類個人傑出表演獎 提名–1969年艾美獎最佳特別分類個人傑出表演獎 |
| 1968      | 《仙樂飄飄合家歡》   | 《The One and Only, Genuine, Original Family Band》 | 傻笑的女孩                           | 署名為Goldie Jeanne.                                                                      |
| 1969      | 《殊途同歸》         | 《Five the Hard Way》                               |                                      |                                                                                           |
| 1969      | 《偷戀隔牆花》       | 《Cactus Flower》                                   | Toni Simmons                         | 奧斯卡最佳女配角獎 金球獎最佳電影女配角獎 提名-英國電影和電視藝術學院最佳女主角獎         |
| 1970      | 《迷湯女郎》         | 《There's a Girl in My Soup》                       | Marion                               | 提名-英國電影和電視藝術學院最佳女主角獎 金勞倫斯獎最佳喜劇女演員獎                        |
| 1971      | 《錢錢錢》           | 《$》                                               | Dawn Divine                          | 又名《Dollars》                                                                           |
| 1972      | 《蝴蝶小姐》         | 《Butterflies Are Free》                            | Jill Tanner                          | 提名-金球獎最佳喜劇、音樂劇電影女主角                                                     |
| 1974      | 《小迷糊大逃亡》     | 《The Sugarland Express》                           | Lou Jean Poplin                      |                                                                                           |
| 1974      | 《鐵幕情天恨》       | 《The Girl from Petrovka》                          | Oktyabrina                           |                                                                                           |
| 1975      | 《香波》             | 《Shampoo》                                         | Jill                                 | 提名-金球獎最佳喜劇、音樂劇電影女主角                                                     |
| 1976      | 《小迷糊與大老千》   | 《The Duchess and the Dirtwater Fox》               | Amanda Quaid/Duchess Swansbury       | 提名-金球獎最佳喜劇、音樂劇電影女主角                                                     |
| 1978      | 《小迷糊闖天關》     | 《Foul Play》                                       | Gloria Mundy                         |                                                                                           |
| 1979      | 《情人與騙子》       | 《Lovers and Liars》                                | Anita                                |                                                                                           |
| 1980      | 《小迷糊當大兵》     | 《Private Benjamin》                                | Pvt. Judy Benjamin/Goodman           | 提名-奧斯卡最佳女主角獎 提名-金球獎最佳喜劇、音樂劇電影女主角                             |
| 1980      | 《小迷糊喜相逢》     | 《Seems Like Old Times》                            | Glenda Gardenia Parks                |                                                                                           |
| 1982      | 《小迷糊回娘家》     | 《Best Friends》                                    | Paula McCullen                       | 提名-金球獎最佳喜劇、音樂劇電影女主角                                                     |
| 1984      | 《小迷糊的情淚》     | 《Swing Shift》                                     | Kay Walsh                            |                                                                                           |
| 1984      | 《小迷糊平步青雲》   | 《Protocol》                                        | Sunny Davis                          |                                                                                           |
| 1986      | 《小野貓喫大老虎》   | 《Wildcats》                                        | Molly McGrath                        |                                                                                           |
| 1987      | 《小迷糊天翻地覆》   | 《Overboard》                                       | Joanna Stayton/Annie Proffitt 瓊安娜 | [ 24 ] [ 25 ]                                                                             |
| 1990      | 《驚弓之鳥》         | 《Bird on a Wire》                                  | Marianne Graves                      |                                                                                           |
| 1991      | 《觸目驚心》         | 《Deceived》                                        | Adrienne Saunders                    |                                                                                           |
| 1992      | 《十字交鋒》         | 《CrissCross》                                      | Tracy Cross                          |                                                                                           |
| 1992      | 《一屋半妻》         | 《HouseSitter》                                     | Gwen Phillips                        |                                                                                           |
| 1992      | 《捉神弄鬼》         | 《Death Becomes Her》                               | Helen Sharp                          |                                                                                           |
| 1996      | 《大老婆俱樂部》     | 《The First Wives Club》                            | Elise Elliot                         | 国家评论协会最佳集体演出奖 百事達娛樂獎最喜愛的喜劇女演員                                 |
| 1996      | 《人人都說我愛你》   | 《Everyone Says I Love You》                        | Steffi Dandridge                     | 提名-金衛星獎最佳電影女配角獎                                                             |
| 1999      | 《老公出差》         | 《The Out-of-Towners》                              | Nancy Clark                          |                                                                                           |
| 2001      | 《老爸老媽愛出牆》   | 《Town & Country》                                  | Mona Miller                          | 提名-金草莓獎最差女配角獎                                                                 |
| 2002      | 《熱力師奶》         | 《The Banger Sisters》                              | Suzette                              | 提名-金球獎最佳喜劇、音樂劇電影女主角                                                     |
| 2017      | 《搶救千金》         | 《Snatchde》                                        | Linda Middleton                      |                                                                                           |

## 外部連結
- 歌蒂·韓的Instagram帳戶
- 歌蒂·韓的X（前Twitter）
- 歌蒂·韓的Facebook專頁